# شياو هونغ شو
شياو هونغ شو (بالصينية: 小红书; البينيين: Xiǎohóngshū) وتعني الكتاب الأحمر الصغير، ويُعرف أيضًا باسم ريد نوت (بالإنجليزية: RedNote)‏ هي منصة تواصل اجتماعي وتجارة إلكترونية صينية. تقدم المعلومات في المنصة على شكل جدار صور، مع الجمع بين ميزات الفيديو والبث المباشر، ويمكن للمستخدمين أيضًا مشاركة مراجعات المنتجات والأوصاف النصية لوجهات السفر. يقع المقر الرئيسي للشركة في منطقة هوانغبو ضمن مدينة شانغهاي.
في يناير 2025 وردًّا على حظر مرتقب لتطبيق تيك توك في الولايات المتحدة، رُصدت زيادة ملحوظة في تنزيلات تطبيق شياو هونغ شو في الولايات المتحدة إذ أصبح التطبيق الأكثر تنزيلًا على متجر تطبيقات أبل.

## وصلات خارجية
- الموقع الرسمي